# 黑色专辑 (电影乐队专辑)

《黑色专辑》（俄语：Чёрный альбом），是苏联摇滚乐队電影发行的第八张也是最后一张录音室专辑。1990年12月，唱片工作室Metadigital发行了该专辑的黑胶唱片。乐队于1990年夏天在拉脱维亚村庄普里恩斯慕斯（Plieņciems）录制了样本唱片，不久后，乐队主唱维克多·崔就死于车祸。电影乐队的剩余成员为了向崔致敬，最终完成了该专辑。